# Michel Lachance
Michel Lachance (Québec, Québec,  1955. április 11. –) kanadai profi jégkorongozó.

## Pályafutása
Komolyabb junior karrierjét a Québec Major Junior Hockey League-es Québec Rempartsban kezdte 1972–1973-ban és következő idényt is itt játszotta. 1974–1975-ben is a QMJHL-ben játszott. Az 1975-ös NHL-amatőr drafton a Montréal Canadiens választotta ki a 6. kör 106. helyén valamint az 1975-ös WHA-amatőr draft a Cleveland Crusaders is kiválasztotta a 7. kör 92. helyén. Az 1975–1976-os szezonban nem játszott sehol. 1976–1977-ben játszott az Eastern Hockey League-es Greensboro Generalsban, az American Hockey League-es Baltimore Clippersben, a North American Hockey League-es Maine Nordiquesban és az United States Hockey League-es Milwaukee Admiralsban. A következő szezonban végre bemutatkozhatott a National Hockey League-ben a Colorado Rockies csapatában. Összesen 21 mérkőzésen léphetett pályára. Ebben a szezonban még játszott az AHL-es Philadelphia Firebirdsben, a Central Hockey League-es Tulsa Oilersben és az AHL-es New Brunswick Hawksban. 1979–1980-ban a CHL-es Fort Worth Texans játszott. A következő idényt Európában, a francia ligában a HC Caen csapatában töltötte.

## Sikerei, díjai
- President’s kupa: 1973, 1974
- IHL Első All-Star Csapat: 1978
- Governors’ Trófea (IHL legjobb védő): 1978